# The Curse of Ra
The Curse of Ra, anche presentato come Curse of Ra o soltanto Ra, è un videogioco pubblicato nel 1990 per Amiga, Atari ST, Commodore 64 e MS-DOS, e nel 1992 per CDTV.
È un videogioco rompicapo, avente per tema l'antico Egitto (il titolo significa "la maledizione di Ra"), che può essere giocato in modalità logica o in modalità arcade d'azione.

## Modalità di gioco
Il giocatore controlla uno scarabeo su ambienti a schermata fissa e visuale dall'alto, composti da tessere quadrate, alcune con sopra un simbolo che le caratterizza. Le tessere compongono varie forme e percorsi a seconda del livello, e dove non c'è una tessera c'è il vuoto. Lo scarabeo può camminare solo da una tessera a un'altra adiacente in orizzontale o verticale.
Per completare un livello bisogna eliminare tutte le tessere colorate e infine tornare alla tessera di partenza (l'ankh). Quando lo scarabeo si trova sopra una tessera colorata, la può spostare attraverso il vuoto, muovendosi con essa. Quando due tessere colorate con sopra lo stesso simbolo si trovano sulla stessa linea orizzontale o verticale, anche se non vicine, la coppia può essere eliminata, mettendo lo scarabeo su una, selezionando con un apposito cursore l'altra e infine togliendo lo scarabeo.
A complicare il gioco ci sono altri tipi di tessere speciali: tessere colorate non mobili, tessere scivolose, teletrasporti, tessere che spariscono camminandoci sopra (anch'esse da eliminare), e tessere che si muovono da sole una volta attivate e devono colpire un bersaglio.

### Gioco logico
Nella modalità logica non ci sono vite e non si può cadere nel vuoto, ma i livelli sono sempre più intricati ed è possibile finire in un vicolo cieco se si rimuovono le tessere sbagliate. A quel punto è necessario arrendersi e ricominciare da capo il livello. Grazie alle password si può sempre ricominciare a giocare dai livelli già raggiunti in precedenza.
Tranne che nella versione C64 su cassetta, il gioco include un editor di livelli per il gioco logico.

### Gioco arcade
Nella modalità arcade ci sono vite e punteggi; se il giocatore manda lo scarabeo nel vuoto precipita e perde una vita. Anziché una sequenza predefinita di livelli sempre più difficili, ci sono solo 10 livelli da affrontare in ordine casuale, ciascuno con anche un limite di tempo.
Possono passare inoltre delle monete da raccogliere; tra un livello e l'altro il denaro raccolto può essere speso per comprare 9 tipi di potenziamenti che poi potranno essere utilizzati durante il gioco con l'apposito tasto, ad esempio la capacità di camminare nel vuoto per 30 secondi o di eliminare una coppia non allineata.